# Manuel Vieira Tosta Filho

Armas do segundo barão com grandeza de Muritiba.

Manuel Vieira Tosta Filho, segundo barão com grandeza de Muritiba, (Bahia, 14 de outubro de 1839 – vapor Bagé, 15 de agosto de 1922) foi um desembargador brasileiro, formado em direito pela Faculdade de Direito da Universidade de São Paulo em 1860. Foi o último procurador do Império. Exerceu ainda os cargos de conselheiro e veador.
Filho de Manuel Vieira Tosta, marquês de Muritiba, e de Isabel Pereira de Oliveira - falecida como viscondessa de Muritiba. Era sobrinho do barão de Najé. Casou-se aos 17 novembro de 1869 com Maria José Velho de Avelar, filha de Joaquim Ribeiro de Avelar, visconde de Ubá, e neta de Joaquim Ribeiro de Avelar, barão de Capivari. Nascida aos 7 agosto de 1851 no Rio de Janeiro e batizada pela sua tia Galvina Ribeiro de Avelar (1799-1888), faleceu em  Petrópolis, aos 13 de julho de 1932. Conhecida como "Madame Avelar", foi agraciada pela princesa D. Isabel do Brasil com o título de dama do Paço.
O casal viveu em Boulogne-Billancourt, França, tendo o barão falecido a bordo do vapor Bagé à altura do Espírito Santo, quando regressava da Europa. Chegaram a acompanhar a família imperial brasileira no exílio, tendo a baronesa consorte de Muritiba desfeito-se de parte de suas joias para colaborar na construção do mausoléu imperial, em Petrópolis.
Grande do Império, o segundo barão de Muritiba recebeu comendas de várias ordens europeias. Elevado a barão por decreto de 15 de junho de 1888.